# Чаранго
Чара́нго (исп. charango) — струнный музыкальный инструмент из семейства лютневых, распространённый в Андском регионе Латинской Америки. Задней декой инструмента традиционно служит панцирь броненосца.

## Происхождение
Большинство исследователей считает, что инструмент имеет испанское происхождение и был получен в результате адаптации американскими аборигенами. Так, Карлос Вега и Диас Гианса считают, что чаранго представляет собой результат локальной американск эволюции испанской бандурии либо другого схожего инструмента. Чаранго является показательным примером того, как индейцы, прибегнув к изменению используемых для изготовления материалов, фактически получили инструмент, звучащий совершенно по-новому.

## Строение

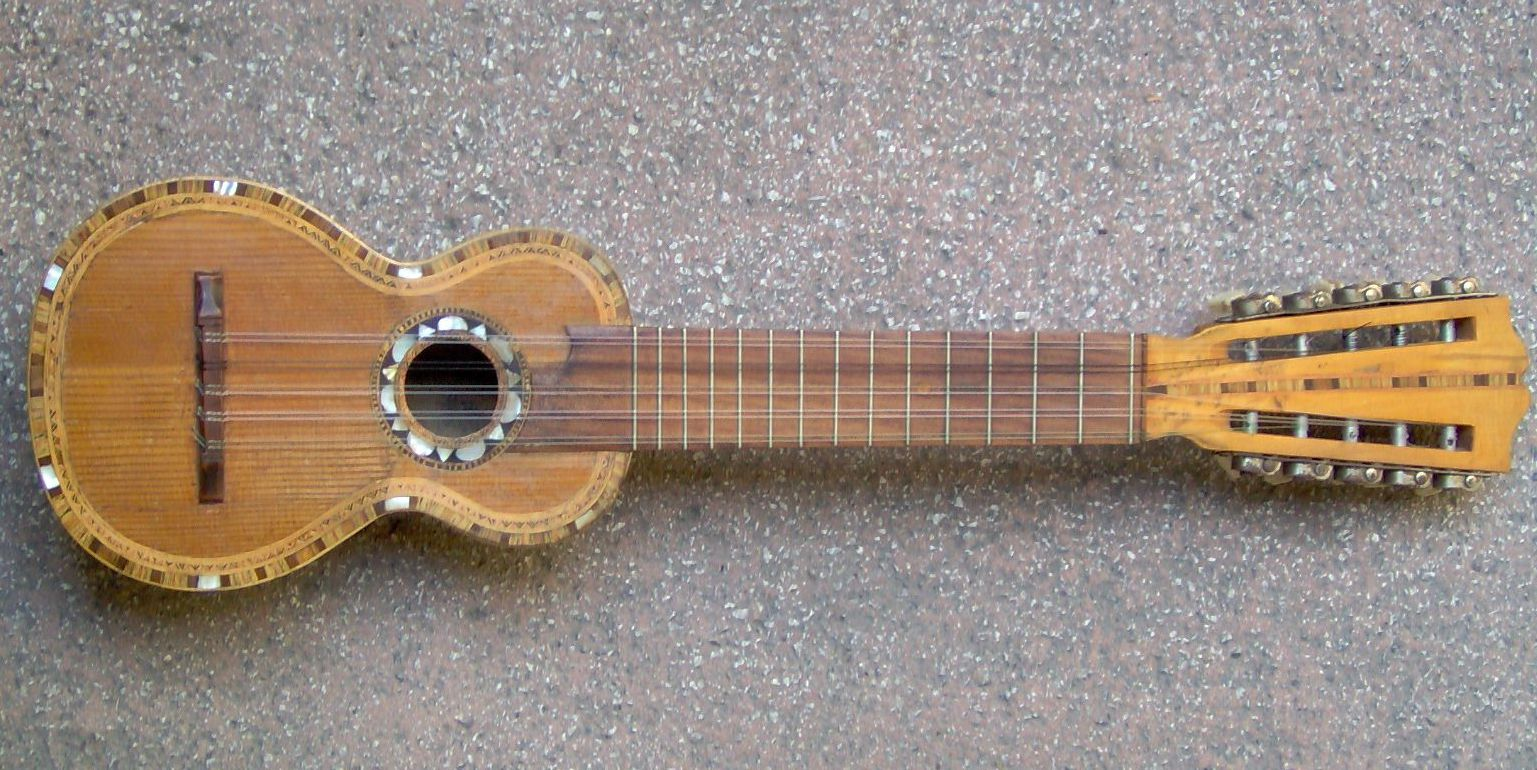
Чаранго

Дух броненосца жив в восторженном напеве,
Который рвётся в сумрачную даль
Пустынного плато, любовью к деве
Неразделённой полыхая. В шаль
Туч перьевых закутались, дыханья
Чтоб ледяного ветра избежать,
Загадочные блоки, мирозданья
Секрет скрывая древний. Убежать

— Наталья Гордина, 12.10.2020
Дека инструмента похожа на гитарную, но намного меньших размеров. Длина чаранго, как правило, не превышает 50—55 см, при этом на размер грифа приходится минимум 30 см, и 15–20 см — на корпус.
Обычно имеет 5 сдвоенных струн, хотя есть и другие разновидности. Звукоизвлечение производится плектром. Задняя дека традиционно изготавливается из панциря броненосца.

## В народном творчестве
В фольклоре Боливии есть сказка о музыканте, изготовившем из панциря броненосца чаранго.